# Пассивный транспорт
Пассивный транспорт — перенос веществ из области высокой концентрации в область низкой без затрат энергии (например, диффузия, осмос). Диффузия — пассивное перемещение вещества из участка большей концентрации к участку меньшей концентрации. Осмос — пассивное перемещение некоторых веществ через полупроницаемую мембрану (обычно мелкие молекулы проходят, крупные не проходят).
Существует три типа проникновения веществ в клетку через мембраны: простая диффузия, облегчённая диффузия, активный транспорт.

## Простая диффузия
По пути простой диффузии частицы вещества перемещаются сквозь липидный бислой. Направление простой диффузии определяется только разностью концентраций вещества по обеим сторонам мембраны. Путём простой диффузии в клетку проникают гидрофобные вещества (O2, N2, бензол) и полярные маленькие молекулы (CO2, H2O, мочевина). Не проникают полярные относительно крупные молекулы (аминокислоты, моносахариды), заряженные частицы (ионы) и макромолекулы (ДНК, белки).
Простая диффузия представляет собой процесс, при котором газ или растворенные вещества распространяются и заполняют весь объём вещества. Молекулы или ионы, растворённые в жидкости, находясь в хаотичном состоянии, сталкиваются со стенками клеточной мембраны, что может вызвать двоякий исход: молекула либо отскочит, либо пройдёт через мембрану. Если вероятность последнего велика, то говорят, что мембрана проницаема для данного вещества.
Если концентрация данного вещества по обе стороны мембраны различна, то возникает процесс, который способствует выравниванию концентрации. Через клеточную мембрану проходят как хорошо растворимые (гидрофильные), так и нерастворимые (гидрофобные) вещества.
В случае, когда мембрана плохо проницаема, либо непроницаема для данного вещества, она подвергается действию осмотических сил. При более низкой концентрации вещества в клетке она сжимается, при более высокой концентрации — впускает внутрь воду.

## Облегчённая диффузия
Большинство веществ переносится через мембрану с помощью погружённых в неё транспортных белков (белков-переносчиков). Все транспортные белки образуют непрерывный белковый проход через мембрану. С помощью белков-переносчиков осуществляется как пассивный, так и активный транспорт веществ. Полярные вещества (аминокислоты, моносахариды), заряженные частицы (ионы) проходят через мембраны с помощью облегчённой диффузии при участии белков-каналов или белков-переносчиков.
Участие белков-переносчиков обеспечивает более высокую скорость облегчённой диффузии по сравнению с простой пассивной диффузией. Скорость облегчённой диффузии зависит от ряда причин: от трансмембранного концентрационного градиента переносимого вещества, от количества переносчика, который связывается с переносимым веществом, от скорости связывания вещества переносчиком на одной поверхности мембраны (например, на наружной), от скорости конформационных изменений в молекуле переносчика, в результате которых вещество переносится через мембрану и высвобождается на другой стороне мембраны. Облегчённая диффузия не требует специальных энергетических затрат за счёт гидролиза АТФ. Эта особенность отличает облегчённую диффузию от активного трансмембранного транспорта.
Через биологические мембраны путём простой диффузии проникают многие вещества. Однако вещества, которые имеют высокую полярность и органическую природу, не могут проникать через мембрану путём простой диффузии, эти вещества попадают в клетку путём облегчённой диффузии. Облегчённой диффузией называется диффузия вещества по градиенту его концентрации, которая осуществляется с помощью специальных белков-переносчиков.
Характерными чертами этого вида транспорта являются:
1. Высокая скорость переноса веществ.
2. Зависимость от строения веществ.
3. Насыщаемость.
4. Конкуренция и чувствительность к специальным веществам — ингибиторам.

Все перечисленные выше черты являются результатом действий специальных белков-переносчиков, а также их малого содержания в клетке. При достижении максимального числа переносимых веществ, когда все переносчики заняты, дальнейшее увеличение не приведёт к возрастанию количества переносимых веществ — явление насыщения. Вещества, которые постоянно переносятся одним и тем же переносчиком, будут конкурировать за него — явление конкуренции.
Существует несколько видов транспорта. Унитранспорт — когда молекулы или ионы переносятся через мембрану несмотря на другие вещества. Симпорт — перенос веществ направлен с другими соединениями. Антипорт — транспорт вещества направлен противоположно другому веществу или иону (натрий-калиевый насос).

## Белки-переносчики
Белки-переносчики — это трансмембранные белки, которые специфически связывают молекулу транспортируемого вещества и, изменяя конформацию, осуществляют перенос молекулы через липидный слой мембраны. В белках-переносчиках всех типов имеются определённые участки связывания для транспортируемой молекулы. Они могут обеспечивать как пассивный, так и активный мембранный транспорт.